# Lesseps
Lesseps – stacja metra w Barcelonie, na linii 3. Stacja została otwarta w 1924.